# Habenaria setifolia
Habenaria setifolia är en orkidéart som beskrevs av Cedric Errol Carr. Habenaria setifolia ingår i släktet Habenaria och familjen orkidéer. Inga underarter finns listade i Catalogue of Life.